# Hyalyris angustior
Hyalyris angustior är en fjärilsart som beskrevs av William Schaus och Cockerell 1923. Hyalyris angustior ingår i släktet Hyalyris och familjen praktfjärilar. Inga underarter finns listade i Catalogue of Life.